# Crystal, Wisconsin
Crystal là một thị trấn thuộc quận Washburn, tiểu bang Wisconsin, Hoa Kỳ. Năm 2010, dân số của thị trấn này là 257 người.